# 시제 (일본)
시제(일본어: 市制)는 1888년부터 1947년까지 존재한 일본의 지방 자치 제도이다. 정촌제와 병행하여 도시 지역에 설치되는 기초 지방 자치 단체인 시(市)의 기본 구조를 규정하였다. 1911년 전부개정을 거쳤다. 1947년 5월 3일 새로운 지방자치법의 시행에 따라 폐지되었다.

## 같이 보기
- 군구정촌 편제법
- 정촌제
- 부현제